# Медаља победе и слободе 1945
Медаља Победе и Слободе 1945 –пољски војни орден прописан уредбом, Савета Министара , који је одобрен KRN од дана 26. јануара 1945 . године," ... у знак сећања на победу Пољског Народа и Његових Савезника над варварским немачко-фашистичким снагама и славељење идеја демократске слободе, као и за награђивање појединаца, који су својим деловањем или жртвом у земљи или иностранству у периоду до 9. маја 1945. године допринели овој победи ...".

## Карактеристике
Према прописима, развијен од стране комисије за медаље, њоме је требало да буду одликовани:
- војници народне Војске Пољске,
- војници, који су укључени у рату одбране у 1939. години,
- војници Пољских Оружаних Снага на Западу након повратка у Пољску,
- Пољаци, који су се борили против Немаца у редовима војски савезника,
- герилци су учествовали у борбама у земљи и иностранству,
- учесници партизанске совјетске, југословенске и француског покрета отпора
- такође, људи који су до 9. маја 1945 . године, у року од три месеци своје службе у помоћним јединицам допринели заједничкој победи.

Медаљу је додељивао Председник Савета Министара, у име Председништва Националног Савета, који је пренео део надлежности Министра Одбране и Главни одбор Савеза Бораца за Слободу и Демократију. Од 1958 . године, медаљу додељује Државни Савет.
Медаља је првобитно носила наслов: Медаља Победе и Слободе 1945. године. У закону од 17. фебруара 1960. године медаља је одобрена у пољском систему награда, као Медаља Победе и Слободе 1945, наводећи да је награда за људе, који су допринели победи над фашизмом у периоду рата 1939-1945.
Новим законом о ордењу од 23. децембра 1992. више се не додељује ова медаља (као и већина медаља и одликовања војске за некадашње заслуге).

## Опис ордена
Медаља Победе и Слободе 1945. године. у првој верзији је био диск направљен од бронзе пречника 33 мм. У средини се налазио грб Пољске, у кругу од лишћа храста, а у горњем делу је натпис KRN, али ова верзија није био уведена. Коначна верзија, прописана  1946.  је диск пречника 33 мм, а , на предњој страни се налази грб Пољске, а око грба је натпис: НАЦИОНАЛНИ САВЕТ НАРОДА. У доњем делу медаље постоје две гране са храстовим лишћем. На средњем делу медаље налази се натпис у четири реда, подељених хоризонталним линијама: РП – ПОБЕДА И СЛОБОДА – 9.V. 1945.

## Поштовани
Први носиоци медаље, одликовани су на дан 9. маја 1946 . године, и тада медаљу добили, посебно, Болеслав Бјерут, маршал Пољске Михал Жимјерски, Станислав Миколајчик и Едвард Осубка-Моравски. 